# نادي وادي دجلة للسيدات
نادي وادي دجلة للسيدات هو نادي لكرة القدم للسيدات يقع في القاهرة. تأسس فرع السيدات في 2007، فاز بلقب الدوري 12 مرة.
قائمة اللاعبين
16 توكا حارس مرمى
22 اميرة رفاعي مدافع 